# 石橋知也
石橋 知也（いしばし ともや　1972年2月17日 - ）は、奈良県奈良市出身のファイナンシャルプランナー、住宅ローンアドバイザー。
奈良県立平城高等学校、京都産業大学法学部卒。
関西銀行（現関西みらい銀行）、アクサ生命保険で勤務経験あり。金融や教育費関連などの著書が37冊ある。

## テレビ出演
- 関西テレビ「怒りのマネークリニック」（コンビニのＡＴＭ手数料について）
- 朝日放送「雨上がりのやまとナゼ?しこ」（芸人の住宅ローン審査について）
- フジテレビ「ダウンタウンなう」（リアル半沢直樹⁈元バンカーに聞く銀行のウラ側）
- NHK総合テレビ「家計診断 おすすめ悠々ライフ」（教育費を工面するには）

## ラジオ出演
- ラジオ関西「ばんばひろふみ!ラジオ・DE・しょー!」
- ラジオ関西「正木明のエコスタイル」

## 著書

### ライフプラン関連
- 『ポケット図解・住宅ローンがよ～くわかる本』（秀和システム）
- 『ポケット図解・生命保険がよ～くわかる本』（秀和システム）
- 『最新住宅ローンの基本と仕組みがよ～くわかる本・第2版』（秀和システム）
- 『最新生命保険の基本と仕組みがよ～くわかる本・第2版』（秀和システム）
- 『子どもの進路に悩む親の本』（エール出版社）
- 『年収300万円で子どもを大学に入れる方法・改訂新版』（エール出版社）
- 『最新住宅ローンの基本と仕組みがよ～くわかる本』（秀和システム）
- 『最新生命保険の基本と仕組みがよ～くわかる本』（秀和システム）
- 『お金は7月に借りなさい！』（経済界）
- 『年収300万円で子どもを大学に入れる方法』（エール出版社）
- 『大学・専門学校入学時の進学費・奨学金・教育ローンガイド』（九天社）

### 銀行交渉・資金繰り関連
- 『元銀行員が融資をきっちり引き出す交渉術を教えます！』（C&R研究所）
- 『融資を引き出す！銀行との交渉ポイントと提出書類のつくり方』（日本実業出版社）
- 『新規開業時に融資を満額受けるために絶対必要な本』（九天社）
- 『小さな会社のお金の借り方教えます』（あさ出版）

### 高校生向け面接対策関連
- 『総合型・学校推薦型選抜で国公立大学へ行こう』（エール出版社）
- 『誰でも簡単に書ける志望理由書講座』（エール出版社）
- 『学校では教えてくれない・推薦・AO面接の超裏ワザ講座・増補改訂６版』（エール出版社）
- 『オープンキャンパスの超トクする歩き方講座』（エール出版社）
- 『スラスラ書ける「志望理由書・小論文」の書き方超キホン講座・改訂５版』（エール出版社）
- 『学校では教えてくれない・推薦・AO面接の超裏ワザ講座・増補改訂５版』（エール出版社）
- 『文章力がなくてもスラスラ書ける小論文の超書き方講座・増補改訂版』（エール出版社）
- 『学校では教えてくれない・推薦・AO面接の超裏ワザ講座・改訂４版』（エール出版社）
- 『文章力がなくてもスラスラ書ける小論文の超書き方講座』（エール出版社）
- 『学校では教えてくれない・推薦・AO面接の超裏ワザ講座・改訂３版』（エール出版社）
- 『スラスラ書ける「志望理由書・小論文」の超キホン講座・改訂３版』（エール出版社）
- 『学校では教えてくれない・推薦・AO面接の超裏ワザ講座・増補改訂版』（エール出版社）
- 『スラスラ書ける「志望理由書・小論文」の超キホン講座・増補改訂版』（エール出版社）
- 『学校では教えてくれない・推薦・AO面接の超裏ワザ講座』（エール出版社）
- 『スラスラ書ける「志望理由書・小論文」の超キホン講座』（エール出版社）